# 库思非
库思非（英語：Carl Frederick Kupfer，1852年6月8日—1925年11月20日），美以美会德裔年议会来华传教的代表性人物之一。1852年，他出生于现德国图林根州格赖茨县的卡岑多夫，幼年时随父母移民美国，在现西弗吉尼亚州的惠灵长大。1881年，他毕业于面向德裔美国人的华莱士学院，与莉迪亚·克里尔（Lydia Krill）结婚。同年，他受美以美会差遣，来到江西九江，担任九江同文书院校长。他于1885年左右将学校迁至南门附近，即学校现址。1888年后，他又赴同属美以美会华中年议会范围的镇江、南京等地做传教工作。1896年他从雪城大学获得博士学位。
1901年，为纪念德裔卫理宗领袖南伟烈，同文书院更名为南伟烈大学（William Nast College，中文中也称同文大学），库思非再次出任学校校长。学校增设高等课程，开始时有两年大学课程，1905年时已具备完整的大学课程，但并未达到真正的大学水准。1918年，在第一次世界大战的背景下，库思非被控有同情德国而不忠于美国的行为，教会命令其退休，在南伟烈大学工作的其他德裔人士亦被迫离开。在学校管理层更迭之后，学校的高等教育被逐步减少，1920年时已无高等课程，但大学之名保留至1927年，之后，校名改为同文中学（William Nast Academy）。
库思非1921年又返回中国，1925年在汉口的一家医院去世，葬在九江。
库思非在牯岭上拥有112号、113号、118号、159号4幢毗邻的别墅。1929年－1934年间，分别都卖给了中国人。